# (11401) Pierralba
(11401) Pierralba (1999 AF25) – planetoida z pasa głównego asteroid okrążająca Słońce w ciągu 3,38 lat w średniej odległości 2,25 j.a. Odkryta 15 stycznia 1999 roku.